# Ecclesia Dei (motu proprio)
Ecclesia Dei (Latijn voor De Kerk van God) is een motu proprio van paus Johannes Paulus II, van 2 juli 1988, strekkende tot excommunicatie van aartsbisschop Marcel Lefebvre en de vier bisschoppen die Lefebvre zonder goedkeuring van het Vaticaan had gewijd. Deze bisschoppen waren: Bernard Fellay, Bernard Tissier de Mallerais, Richard Williamson en Alfonso de Galarreta.
Tussen het Vaticaan en de Priesterbroederschap Sint Pius X van Marcel Lefebvre bestonden al veel langer spanningen. Die spitsten zich in het jaar voor de vier bisschopswijdingen toe op de vraag of Rome naast Lefebvre nog een andere bisschop zou benoemen. Toen - ondanks een toezegging van de zijde van het Vaticaan - deze benoeming uitbleef, wijdde Lefebvre de bisschoppen eigenhandig. Dit werd, aldus Ecclesia Dei, door de paus opgevat als een schismatieke daad. De paus wees er voorts op dat de broederschap niet enerzijds kan claimen het Katholicisme bij de traditie te willen houden, terwijl de broederschap anderzijds zo evident in strijd handelt met het leergezag van de paus, wat immers het centrale punt is van die traditie.
Tegelijkertijd met de excommunicatie stelde de paus de Pauselijke Commissie Ecclesia Dei in, die tot doel had om alle traditionalistische stromingen weer in volle communio te brengen met de Kerk van Rome.
Uitvloeisel van het werk van deze commissie was de opheffing van de excommunicatie op 21 januari 2009 door paus Benedictus XVI. De opheffing van de excommunicatie van Richard Williamson was omstreden omdat op dezelfde dag van de publicatie van de opheffing een interview met hem uit november 2008 werd uitgezonden op de Zweedse staatstelevisie, waarin hij zijn twijfel uitte over de omvang van de Holocaust en het bestaan van de gaskamers tijdens de Tweede Wereldoorlog betwijfelde..
In een brief van 12 maart 2009, aan alle bisschoppen, verklaarde paus Benedictus overigens niet op de hoogte te zijn geweest van deze standpunten, toen hij de excommunicatie ophief. In diezelfde brief kondigde de paus aan dat de Commissie Ecclesia Dei zeer spoedig zal gaan vallen onder het gezag van de Congregatie voor de Geloofsleer. De paus wilde daarmee benadrukken dat de geschillen tussen het Vaticaan en de Priesterbroederschap St. Pius X vooral theologisch en leerstellig van aard zijn.